# 심플 플랜
심플 플랜(영어: Simple Plan)은 캐나다 퀘벡주 몬트리올 출신의 팝 펑크 밴드이다.

## 역사
심플플랜은 1999년에 결성된 펑크 밴드이며, 2002년 데뷔 음반 《No Pads, No Helmets... Just Balls》를 발매하였으며, 2003년에 밴스 워프드 투어의 헤드라이너를 맡았다. 다음 음반 《Still Not Getting Any...》는 2004년 발매되었으며, 2005년에는 라이브 음반 《MTV Hard Rock Live》을 발매하였다.
심플 플랜은 2006년 2월부터 적은 수의 공연만을 열며 세 번째 음반을 작업하였으며, 2008년 2월에 세 번째 음반 《Simple Plan》을 발매하였으며,
2011년 6월중반 3년만의 새앨범 《Get Your Heart On!》을 발매하였다.
이 밴드는 1999년부터 2005년까지 Vans Warped Tour에서, 2011년, 2013년 및 2015년에 매년 공연했다.이 밴드는 X팩터 오스트레일리아와 함께 2010년 동계 올림픽 폐막식에서도 공연을 했다. 2012년 12월, 이 밴드는 인도 뭄바이에 위치한 인도 공과대학교 봄베이의 대학 축제인 MoodIndigo에서 공연했다. 2004년에 이 밴드는 올슨 자매, 메리 케이트, 애슐리가 출연하는 영화 '뉴욕 미니트'에 출연했다.

### 1999–2001: 결성 및 초기
1993년 리드 보컬리스트인 피에르 부비에와 드러머 척 꼬모는 Reset으로 이름 지어진 밴드에 있었다. 1998년에 꼬모는 대학에 가기 위해 떠났다. 1999년 중반, 그는 고등 학교 친구들인 기타리스트 제프 스팅코와 세바스티앙 르페브르를 만나"심플 플랜"을 만들어 냈다. 1999년 말, 부비에와 꼬모는 "SugarRay"콘서트에 거절 당했다.  부비에는 이후  꼬모에게 합류하려고 Reset을 떠났다. 베이스 기타 연주자이자 백 보컬리스트인 데이비드 데로지에는 리셋에서 부비에를 대신했다. 하지만 그는 마찬가지로 6개월 후에 밴드를 떠나 심플 플랜에 들어갔다. 이를 통해 두가지 파트를 맡고 있었던 부비에가 보컬에 집중할 수 있게 되었고, 스팅코는 기타에 집중할 수 있게 되었다.
그 밴드의 이름의 기원은 모호하다. 밴드 멤버들은 이 밴드가 "맥도날드에서 일하지 않기 위한 간단한 계획"또는 다른 패스트 푸드 체인점에서 일하는 것을 피하기 위한 간단한 계획이라는 것을 포함하여 다양한 대답을 했다. 또 1998년에 제작된 동명의 영화와 소설을 바탕이라고 할 수 있다.

## 음반 목록

### 정규 음반
- 《No Pads, No Helmets... Just Balls》(2002년)
- 《Still Not Getting Any...》(2004년)
- 《Simple Plan》(2008년)
- 《Get Your Heart On!》(2011년)
- 《Taking One for the Team》(2016년)

### 라이브 음반
- 《Live in Japan 2002》(2003년)
- 《Live in Anaheim》(2004년)
- 《MTV Hard Rock Live》(2005년)

## 밴드 멤버
- 피에르 부비에 - 리드보컬(1999-현재), 어쿠스틱 기타(2000-현재), 베이스(1999-2000)
- 제프 스팅코 - 리드보컬(1999-현재), 서브보컬(1999-2000)
- 세바스티엥 르페브르 -  리듬기타, 서브보컬(1999-현재)
- 데이비드 데로지에 - 베이스, 서브보컬(2000-2020)
- 척 꼬모 - 드럼, 퍼커션(1999-현재)